# Katalonski parlament
Parlament Katalonije (katalonski: Parlament de Catalunya, IPA: [pərɫəˈmen də kətəˈɫuɲə]) je jednodomno zakonodavno tijelo španjolske autonomne zajednice Katalonije odnosno međunarodno nepriznate Katalonske Republike. Čini ga 135 zastupnika (kat. "diputats"), koje birači biraju svake četiri godine ili nakon izvanrednih situacija raspuštanja. Izabrani su univerzalni sufražom na listama s četiri izborne jedinice, katalonske provincije. Zgrada Katalonskog parlamenta nalazi se u Parku Citadele u Barceloni. Ustanovljen je 1932. godine. Korijeni sežu u rani srednji vijek, kad su u Kataloniji prva zastupnička i zakonodavna tijela bila Skupštine mira i primirja (assemblees de pau i treva).

## Vanjske poveznice
- Službene stranice